# Badis limaakumi
Badis limaakumi — вид лабіринтових риб родини бадієвих (Badidae). Описаний у 2023 році.

## Поширення
Ендемік Індії. Поширений лише у річці Мілак у штаті Нагаленд на північному сході країни.

## Опис
Риба завдовжки приблизно 6 см. Тіло досить тонке (23,2–28,0 % SL). Вона має здатність змінювати свій колір, коли її переносять в акваріум із природного середовища існування, де вона стає чорного кольору.